# Conasprella raoulensis
Conasprella raoulensis es una especie de molusco gasterópodo del género Conasprella, perteneciente la familia Conidae.